# Ophiocentrus polyacanthus
Ophiocentrus polyacanthus is een slangster uit de familie Amphiuridae.
De wetenschappelijke naam van de soort werd in 2004 gepubliceerd door Yulin Liao.